# Gran Premio motociclistico del Belgio 1986
Il Gran Premio motociclistico del Belgio 1986 fu il settimo appuntamento del motomondiale 1986.
Si svolse il 6 luglio 1986 sul circuito di Spa-Francorchamps e vide la vittoria di Randy Mamola nella classe 500, di Sito Pons nella classe 250, di Domenico Brigaglia nella classe 125 e di Steve Webster/Tony Hewitt nei sidecar.

## Classe 500
Ritorno alla vittoria, per la prima volta nella stagione, per lo statunitense Randy Mamola che ha preceduto il connazionale Eddie Lawson e il francese Christian Sarron. La classifica provvisoria vede ancora nettamente in testa Lawson con un margine di 10 punti su Mamola e di 12 sull'australiano Wayne Gardner.

### Arrivati al traguardo
| Pos. | Pilota              | Moto   | Tempo      | Griglia | Punti |
| ---- | ------------------- | ------ | ---------- | ------- | ----- |
| 1    | Randy Mamola        | Yamaha | 57.25.02   | 3       | 15    |
| 2    | Eddie Lawson        | Yamaha | 57.42.45   | 1       | 12    |
| 3    | Christian Sarron    | Yamaha | 57.27.84   | 2       | 10    |
| 4    | Wayne Gardner       | Honda  | 57.33.30   | 5       | 8     |
| 5    | Robert McElnea      | Yamaha | 57.38.65   | 7       | 6     |
| 6    | Pierfrancesco Chili | Suzuki | 59.48.69   | 17      | 5     |
| 7    | Didier de Radiguès  | Honda  | 1.00.04.26 | 6       | 4     |
| 8    | Mile Pajic          | Honda  | 1 giro     | 19      | 3     |
| 9    | Boet van Dulmen     | Honda  | 1 giro     | 20      | 2     |
| 10   | Kevin Schwantz      | Suzuki | 1 giro     | 11      | 1     |
| 11   | Wolfgang von Muralt | Suzuki | 1 giro     | 15      |       |
| 12   | Mark Phillips       | Suzuki | 1 giro     | 25      |       |
| 13   | Masuru Mizutani     | Suzuki | 1 giro     | 16      |       |
| 14   | Peter Sköld         | Honda  | 1 giro     | 23      |       |
| 15   | Robert Jung         | Honda  | 1 giro     | 28      |       |
| 16   | Gary Lingham        | Honda  | 1 giro     | 33      |       |
| 17   | Paul Ramon          | Suzuki | 1 giro     | 31      |       |
| 18   | David Griffith      | Honda  | 2 giri     | 36      |       |

### Ritirati
| Pilota            | Moto      | Motivo | Griglia |
| ----------------- | --------- | ------ | ------- |
| Alessandro Valesi | Honda     |        | 26      |
| Andreas Leuthe    | Honda     |        | 30      |
| Mike Baldwin      | Yamaha    |        | 4       |
| Dietmar Marehardt | Suzuki    |        | 34      |
| Bernard Denis     | Suzuki    |        | 22      |
| Raymond Roche     | Honda     |        | 8       |
| Juan Garriga      | Cagiva    |        | 13      |
| Fabio Biliotti    | Honda     |        | 14      |
| Paul Lewis        | Suzuki    |        | 12      |
| Maarten Duyzers   | Suzuki    |        | 32      |
| Eero Hyvärinen    | Honda     |        | 27      |
| Ron Haslam        | Elf-Honda |        | 9       |
| Marco Gentile     | Fior      |        | 21      |
| Manfred Fischer   | Honda     |        | 18      |
| Leandro Becheroni | Suzuki    |        | 29      |
| Roger Burnett     | Honda     |        | 10      |
| Simon Buckmaster  | Honda     |        | 24      |
| Josef Doppler     | Suzuki    |        | 35      |

## Classe 250
Nella gara della quarto di litro, caduto il detentore della pole position, il venezuelano Carlos Lavado, vittoria per lo spagnolo Sito Pons, al secondo successo della stagione, davanti al britannico Donnie McLeod e allo svizzero Jacques Cornu.
Nella classifica provvisoria del mondiale Lavado mantiene la testa su Pons per dieci punti.

### Arrivati al traguardo
| Pos. | Pilota           | Moto              | Tempo    | Griglia | Punti |
| ---- | ---------------- | ----------------- | -------- | ------- | ----- |
| 1    | Sito Pons        | Honda             | 47.43.42 | 7       | 15    |
| 2    | Donnie McLeod    | Armstrong         | 47.54.39 | 3       | 12    |
| 3    | Jacques Cornu    | Honda             | 48.19.39 | 16      | 10    |
| 4    | Dominique Sarron | Honda             | 48.19.71 | 6       | 8     |
| 5    | Alan Carter      | Cobas-Rotax       | 48.20.88 | 14      | 6     |
| 6    | Carlos Cardús    | Honda             | 48.34.21 | 25      | 5     |
| 7    | Jean Foray       | Chevallier-Yamaha | 48.35.67 | 21      | 4     |
| 8    | Niall Mackenzie  | Armstrong         | 48.35.99 | 9       | 3     |
| 9    | Tadahiko Taira   | Yamaha            | 48.38.76 | 5       | 2     |
| 10   | Hans Lindner     | Rotax             | 48.39.03 | 18      | 1     |
| 11   | Fausto Ricci     | Honda             | 48.50.05 | 10      |       |
| 12   | Michel Siméon    | Yamaha            | 48.56.42 | 13      |       |
| 13   | Hans Becker      | Yamaha            | 48.59.10 | 30      |       |
| 14   | Antonio Rota     | Rotax             | 49.00.49 | 32      |       |
| 15   | Gary Noël        | EMC               | 49.00.88 | 20      |       |
| 16   | Reinhold Roth    | Honda             | 49.01.49 | 12      |       |
| 17   | Martin Wimmer    | Yamaha            | 49.09.19 | 2       |       |
| 18   | Anton Mang       | Honda             | 49.09.47 | 4       |       |
| 19   | Cees Doorakkers  | Honda             | 49.32.44 | 35      |       |
| 20   | Maurizio Vitali  | Garelli           | 50.17.27 | 36      |       |
| 21   | Bruno Bonhuil    | Honda             | 50.20.69 | 27      |       |
| 22   | Roland Freymond  | Yamaha            | 50.21.79 | 33      |       |
| 23   | Guy Bertin       | Parisienne        | 50.31.12 | 24      |       |

### Ritirati
| Pilota                 | Moto       | Motivo | Griglia |
| ---------------------- | ---------- | ------ | ------- |
| Carlos Lavado          | Yamaha     |        | 1       |
| Pierre Bolle           | Parisienne |        | 8       |
| Jean-François Baldé    | Honda      |        | 11      |
| Loris Reggiani         | Aprilia    |        | 15      |
| Stéphane Mertens       | Yamaha     |        | 17      |
| Siegfried Minich       | Honda      |        | 19      |
| Jean-Michel Mattioli   | Yamaha     |        | 22      |
| Virginio Ferrari       | Honda      |        | 23      |
| Manfred Herweh         | Aprilia    |        | 26      |
| Christian Boudinot     | Cobas      |        | 28      |
| Jean-Louis Guignabodet | MIG        |        | 29      |
| Harald Eckl            | Honda      |        | 31      |
| René Delaby            | Rotax      |        | 34      |

## Classe 125
Caduto il capoclassifica provvisorio del campionato, Luca Cadalora, ne approfitta il compagno di squadra in Garelli, Fausto Gresini qui al quarto posto, per superarlo di un punto. Prima vittoria nel motomondiale per l'italiano Domenico Brigaglia che supera il belga Lucio Pietroniro e l'argentino Willy Pérez.

### Arrivati al traguardo
| Pos. | Pilota             | Moto    | Tempo    | Griglia | Punti |
| ---- | ------------------ | ------- | -------- | ------- | ----- |
| 1    | Domenico Brigaglia | Ducados | 43.21.59 | 6       | 15    |
| 2    | Lucio Pietroniro   | MBA     | 43.39.79 | 11      | 12    |
| 3    | Willy Pérez        | Zanella | 43.47.94 | 14      | 10    |
| 4    | Fausto Gresini     | Garelli | 43.48.88 | 3       | 8     |
| 5    | Olivier Liégeois   | Assmex  | 43.52.42 | 8       | 6     |
| 6    | Ezio Gianola       | MBA     | 43.53.67 | 5       | 5     |
| 7    | Pier Paolo Bianchi | MBA     | 44.03.73 | 9       | 4     |
| 8    | Paolo Casoli       | MBA     | 44.21.09 | 13      | 3     |
| 9    | Jussi Hautaniemi   | MBA     | 44.33.14 | 15      | 2     |
| 10   | Thierry Feuz       | MBA     | 44.39.01 | 10      | 1     |
| 11   | Johnny Wickström   | MBA     | 44.40.70 | 12      |       |
| 12   | Robin Appleyard    | MBA     | 44.45.78 | 20      |       |
| 13   | Anton Straver      | MBA     | 45.03.83 | 22      |       |
| 14   | Jean-Claude Selini | MBA     | 45.14.76 | 24      |       |
| 15   | Willi Huperich     | Seel    | 45.22.92 | 33      |       |
| 16   | Alain Kempener     | MBA     | 45.36.02 | 34      |       |
| 17   | Peter Sommer       | MBA     | 45.45.29 | 28      |       |
| 18   | Patrick Daudier    | PMDF    | 46.06.09 | 30      |       |
| 19   | Robin Milton       | MBA     | 46.06.60 | 32      |       |
| 20   | Ton Spek           | MBA     | 46.28.21 | 35      |       |
| 21   | Jan Eggens         | EGA     | 1 giro   | 25      |       |
| 22   | Ivan Troisi        | MBA     | 1 giro   | 27      |       |
| 23   | Håkan Olsson       | MBA     | 2 giri   | 26      |       |

### Ritirati
| Pilota           | Moto    | Motivo | Griglia |
| ---------------- | ------- | ------ | ------- |
| Luca Cadalora    | Garelli |        | 1       |
| August Auinger   | MBA     |        | 2       |
| Bruno Kneubühler | MBA     |        | 4       |
| Alfred Waibel    | MBA     |        | 7       |
| Paul Bordes      | MBA     |        | 16      |
| Ángel Nieto      | MBA     |        | 17      |
| Jacques Hutteau  | MBA     |        | 18      |
| Mike Leitner     | MBA     |        | 19      |
| Andrés Sánchez   | MBA     |        | 21      |
| Esa Kytölä       | MBA     |        | 23      |
| Manfred Braun    | MBA     |        | 29      |
| Eric Gijsel      | MBA     |        | 31      |
| Boy van Erp      | MBA     |        | 36      |

## Classe sidecar
Prima vittoria nel motomondiale per l'equipaggio britannico Steve Webster-Tony Hewitt, che precede i francesi Alain Michel-Jean-Marc Fresc. Gli olandesi Egbert Streuer-Bernard Schnieders, che nel mondiale erano appaiati in testa a Michel-Fresc, si devono ritirare per un guasto meccanico. Si segnala anche la gara di rimonta di Rolf Biland-Kurt Waltisperg, che dopo essere partiti dalla pole sono scivolati nelle retrovie per un errore nelle prime fasi, ma sono poi riusciti a risalire fino al quarto posto.
In classifica ora Michel conduce in solitaria con 42 punti, davanti a Webster a 39, Streuer a 30, Abbott a 27, Egloff a 22 e Biland a 20.

### Arrivati al traguardo (posizioni a punti)[5]
| Pos | Pilota             | Passeggero        | Moto          | Tempo    | Punti |
| --- | ------------------ | ----------------- | ------------- | -------- | ----- |
| 1   | Steve Webster      | Tony Hewitt       | LCR-Yamaha    | 45'05"42 | 15    |
| 2   | Alain Michel       | Jean-Marc Fresc   | LCR-Yamaha    | 45'13"48 | 12    |
| 3   | Rolf Steinhausen   | Bruno Hiller      | Busch-Yamaha  | 45'16"33 | 10    |
| 4   | Rolf Biland        | Kurt Waltisperg   | LCR-Krauser   | 45'39"63 | 8     |
| 5   | Derek Bailey       | Brian Nixon       | LCR-Yamaha    | 45'50"66 | 6     |
| 6   | Markus Egloff      | Urs Egloff        | LCR-Yamaha    | 45'53"71 | 5     |
| 7   | Steve Abbott       | Vince Biggs       | Windle-Yamaha | 45'54"57 | 4     |
| 8   | Masato Kumano      | Helmut Diehl      | LCR-Yamaha    | 46'13"88 | 3     |
| 9   | René Progin        | Yvan Hunziker     | Seymaz-Yamaha | 46'33"44 | 2     |
| 10  | Yoshisada Kumagaya | Kazahito Makiuchi | LCR-Yamaha    | 46'26"87 | 1     |